# Lissonota albicoxis
Lissonota albicoxis là một loài tò vò trong họ Ichneumonidae.